# Mannschaftskader der Top 12 2013/14 (Frauen)
Die Liste der Mannschaftskader der Top 12 (Frauen) 2013/14 enthält alle Spielerinnen, die in der französischen Top 12 der Frauen 2013/14 im Schach mindestens eine Partie gespielt haben mit ihren Einzelergebnissen. 

## Allgemeines
Insgesamt wurden 57 Spielerinnen eingesetzt, wobei sieben Vereine immer die gleichen vier Spielerinnen einsetzten (darunter mit Évry ein Teilnehmer an der Endrunde), während Annemasse sieben Spielerinnen einsetzte. Am erfolgreichsten war Adina-Maria Hamdouchi (Montpellier) mit 7 Punkten aus 7 Partien, je 5 Punkte aus 7 Partien erzielten Karen Zapata (Annemasse), Cécile Haussernot (Mulhouse) und Sabrina Vega Gutiérrez (Évry). Von den Spielerinnen, die nur die Vorrunde spielten, war Elisabeth Pähtz (Mulhouse) mit 4,5 Punkten aus 5 Partien am erfolgreichsten, 4 Punkte aus 5 Partien erzielte Marina Brunello (Villepinte). Neben Hamdouchi erreichten mit Anita Gara, Izabelle Lamoureux (beide Annemasse) und Salomé Neuhauser (Mulhouse) weitere drei Spielerinnen 100 %, wobei Gara und Neuhauser je zwei Partien spielten, Lamoureux eine.

## Legende
Die nachstehenden Tabellen enthalten folgende Informationen:
- Nr.: Ranglistennummer
- Titel: FIDE-Titel zu Saisonbeginn (Eloliste vom Mai 2014); GM = Großmeister, IM = Internationaler Meister, FM = FIDE-Meister, WGM = Großmeister der Frauen, WIM = Internationaler Meister der Frauen, WFM = FIDE-Meister der Frauen, CM = Candidate Master, WCM = Candidate Master der Frauen
- Elo: Elo-Zahl zu Saisonbeginn (Eloliste vom Mai 2014); bei Spielerinnen ohne Elo-Zahl ist die nationale Wertung eingeklammert angegeben
- Nation: Nationalität gemäß Eloliste vom Mai 2014; ESP = Spanien, FRA = Frankreich, GEO = Georgien, GER = Deutschland, HUN = Ungarn, ITA = Italien, LTU = Litauen, LUX = Luxemburg, MDA = Moldawien, MNC = Monaco, PER = Peru, ROU = Rumänien, SRB = Serbien, SWE = Schweden, TUR = Türkei
- G: Anzahl Gewinnpartien
- R: Anzahl Remispartien
- V: Anzahl Verlustpartien
- Pkt.: Anzahl der erreichten Punkte
- Partien: Anzahl der gespielten Partien

## Club d’Echecs d’Annemasse
| Nr. | Titel | Name               | Elo  | Nation | G | R | V | Pkt. | Partien |
| --- | ----- | ------------------ | ---- | ------ | - | - | - | ---- | ------- |
| 1   | WGM   | Deimantė Daulytė   | 2406 | LTU    | 3 | 1 | 3 | 3,5  | 7       |
| 2   | WGM   | Tícia Gara         | 2338 | HUN    | 1 | 1 | 1 | 1,5  | 3       |
| 3   | WIM   | Karen Zapata       | 2216 | PER    | 5 | 0 | 2 | 5    | 7       |
| 4   | WIM   | Marina Roumegous   | 2144 | FRA    | 2 | 2 | 2 | 3    | 6       |
| 5   | IM    | Anita Gara         | 2326 | HUN    | 2 | 0 | 0 | 2    | 2       |
| 6   |       | Izabelle Lamoureux | 2095 | FRA    | 1 | 0 | 0 | 1    | 1       |
| 7   | IM    | Ana Matnadse       | 2389 | ESP    | 1 | 1 | 0 | 1,5  | 2       |

## Club de Mulhouse Philidor
| Nr. | Titel | Name              | Elo  | Nation | G | R | V | Pkt. | Partien |
| --- | ----- | ----------------- | ---- | ------ | - | - | - | ---- | ------- |
| 1   | IM    | Elisabeth Pähtz   | 2443 | GER    | 4 | 1 | 0 | 4,5  | 5       |
| 2   |       | Emma Richard      | 2099 | FRA    | 2 | 2 | 3 | 3    | 7       |
| 3   | WFM   | Cécile Haussernot | 2006 | FRA    | 4 | 2 | 1 | 5    | 7       |
| 4   |       | Roxana Hug        | 1591 | FRA    | 0 | 1 | 0 | 0,5  | 1       |
| 5   | WFM   | Mathilde Choisy   | 2144 | FRA    | 2 | 2 | 2 | 3    | 6       |
| 6   |       | Salomé Neuhauser  | 2041 | FRA    | 2 | 0 | 0 | 2    | 2       |

## Club de Montpellier Echecs
| Nr. | Titel | Name                  | Elo  | Nation | G | R | V | Pkt. | Partien |
| --- | ----- | --------------------- | ---- | ------ | - | - | - | ---- | ------- |
| 1   | IM    | Silvia Collas         | 2290 | FRA    | 3 | 2 | 2 | 4    | 7       |
| 2   | WFM   | Ellinor Frisk         | 2193 | SWE    | 0 | 1 | 1 | 0,5  | 2       |
| 3   | WGM   | Adina-Maria Hamdouchi | 2176 | FRA    | 7 | 0 | 0 | 7    | 7       |
| 4   |       | Marine Thuret         | 1912 | FRA    | 3 | 1 | 3 | 3,5  | 7       |
| 5   | WGM   | Jovana Vojinović      | 2307 | SRB    | 2 | 0 | 3 | 2    | 5       |

## Évry Grand Roque
| Nr. | Titel | Name                   | Elo  | Nation | G | R | V | Pkt. | Partien |
| --- | ----- | ---------------------- | ---- | ------ | - | - | - | ---- | ------- |
| 1   | IM    | Sophie Milliet         | 2393 | FRA    | 1 | 5 | 1 | 3,5  | 7       |
| 2   | IM    | Sabrina Vega Gutiérrez | 2410 | ESP    | 5 | 0 | 2 | 5    | 7       |
| 3   |       | Alina-Laura Rasinaru   | 1954 | ROU    | 0 | 2 | 5 | 1    | 7       |
| 4   |       | Chloe Huisman          | 1954 | FRA    | 2 | 1 | 4 | 2,5  | 7       |

## Cercle d’Echecs de Strasbourg
| Nr. | Titel | Name            | Elo  | Nation | G | R | V | Pkt. | Partien |
| --- | ----- | --------------- | ---- | ------ | - | - | - | ---- | ------- |
| 1   | WGM   | Jessica Schmidt | 2291 | GER    | 1 | 1 | 2 | 1,5  | 4       |
| 2   |       | Marie Boyard    | 1984 | LUX    | 1 | 3 | 0 | 2,5  | 4       |
| 3   |       | Marion Muller   | 1890 | FRA    | 1 | 2 | 1 | 2    | 4       |
| 4   |       | Monica Olguin   | 1747 | FRA    | 1 | 1 | 2 | 2,5  | 4       |
| 5   | WIM   | Malina Nicoara  | 2108 | FRA    | 2 | 1 | 0 | 2,5  | 3       |
| 6   |       | Remel Oney      | 1822 | TUR    | 0 | 0 | 1 | 0    | 1       |

## Club de Bischwiller
| Nr. | Titel | Name                   | Elo  | Nation | G | R | V | Pkt. | Partien |
| --- | ----- | ---------------------- | ---- | ------ | - | - | - | ---- | ------- |
| 1   | IM    | Lela Dschawachischwili | 2475 | GEO    | 3 | 1 | 1 | 3,5  | 5       |
| 2   | WGM   | Nino Maisuradze        | 2258 | FRA    | 2 | 1 | 2 | 2,5  | 5       |
| 3   |       | Julie Fischer          | 1968 | FRA    | 2 | 0 | 3 | 2    | 5       |
| 4   |       | Melissa Fesselier      | 1788 | FRA    | 3 | 1 | 1 | 3,5  | 5       |

## Cercle d’Echecs de Villepinte
| Nr. | Titel | Name             | Elo  | Nation | G | R | V | Pkt. | Partien |
| --- | ----- | ---------------- | ---- | ------ | - | - | - | ---- | ------- |
| 1   | WIM   | Marina Brunello  | 2304 | ITA    | 4 | 0 | 1 | 4    | 5       |
| 2   | WGM   | Anda Šafranska   | 2262 | FRA    | 2 | 3 | 0 | 3,5  | 5       |
| 3   |       | Elise Bellaïche  | 2041 | FRA    | 2 | 0 | 3 | 2    | 5       |
| 4   |       | Rakina Lialy Yao | 1393 | FRA    | 1 | 0 | 4 | 1    | 5       |

## La tour de Juvisy
| Nr. | Titel | Name           | Elo  | Nation | G | R | V | Pkt. | Partien |
| --- | ----- | -------------- | ---- | ------ | - | - | - | ---- | ------- |
| 1   | IM    | Ildikó Mádl    | 2328 | HUN    | 3 | 1 | 1 | 3,5  | 5       |
| 2   |       | Maud Millet    | 1983 | FRA    | 2 | 0 | 3 | 2    | 5       |
| 3   |       | Emilie Fortuit | 1973 | FRA    | 1 | 0 | 4 | 1    | 5       |
| 4   |       | Liza Aggoune   | 1843 | FRA    | 3 | 0 | 2 | 3    | 5       |

## C.E.M.C. Monaco
| Nr. | Titel | Name              | Elo  | Nation | G | R | V | Pkt. | Partien |
| --- | ----- | ----------------- | ---- | ------ | - | - | - | ---- | ------- |
| 1   | WGM   | Naira Agababean   | 2180 | MDA    | 0 | 0 | 5 | 0    | 5       |
| 2   |       | Melissa Levacic   | 2000 | MNC    | 1 | 1 | 3 | 1,5  | 5       |
| 3   | WCM   | Mathilde Chung    | 1945 | MNC    | 3 | 1 | 1 | 3,5  | 5       |
| 4   | WIM   | Julia Lebel-Arias | 1810 | MNC    | 3 | 1 | 1 | 3,5  | 5       |

## Club de l’Echiquier Naujacais
| Nr. | Titel | Name                     | Elo  | Nation | G | R | V | Pkt. | Partien |
| --- | ----- | ------------------------ | ---- | ------ | - | - | - | ---- | ------- |
| 1   | WFM   | Eva-Maria Zickelbein     | 2065 | GER    | 0 | 2 | 3 | 1    | 5       |
| 2   | WIM   | Friederike Wohlers-Armas | 2020 | FRA    | 2 | 0 | 3 | 2    | 5       |
| 3   |       | Lara-Maria Armas         | 1932 | FRA    | 2 | 1 | 2 | 2,5  | 5       |
| 4   |       | Lena Armas               | 1891 | FRA    | 2 | 2 | 1 | 3    | 5       |

## Club de Vandœuvre-Echecs
| Nr. | Titel | Name                | Elo  | Nation | G | R | V | Pkt. | Partien |
| --- | ----- | ------------------- | ---- | ------ | - | - | - | ---- | ------- |
| 1   | WGM   | Anna Rudolf         | 2292 | HUN    | 2 | 2 | 1 | 3    | 5       |
| 2   |       | Malika Sidibe       | 1836 | FRA    | 1 | 1 | 3 | 1,5  | 5       |
| 3   |       | Berenice de Talance | 1472 | FRA    | 2 | 1 | 2 | 2,5  | 5       |
| 4   |       | Juliette Charbonnel | 1248 | FRA    | 0 | 0 | 5 | 0    | 5       |

## Club de Migne Echecs
| Nr. | Titel | Name             | Elo  | Nation | G | R | V | Pkt. | Partien |
| --- | ----- | ---------------- | ---- | ------ | - | - | - | ---- | ------- |
| 1   |       | Laura Boulan     | 2051 | FRA    | 1 | 0 | 3 | 1    | 4       |
| 2   |       | Clara Le Bail    | 1975 | FRA    | 0 | 2 | 2 | 1    | 4       |
| 3   |       | Ines Leriche     | 1907 | FRA    | 0 | 2 | 3 | 1    | 5       |
| 4   |       | Aurelie Marchais | 1769 | FRA    | 0 | 2 | 2 | 1    | 4       |
| 5   |       | Rachel Gros      | 1629 | FRA    | 2 | 1 | 0 | 2,5  | 3       |